# ژرچتسه
ژرچتسه (به لهستانی:  Żerczyce) یک روستا در لهستان است که در گمینا نوژتس-ستاتسیا واقع شده‌است.